# St. Katharina (Störnstein)

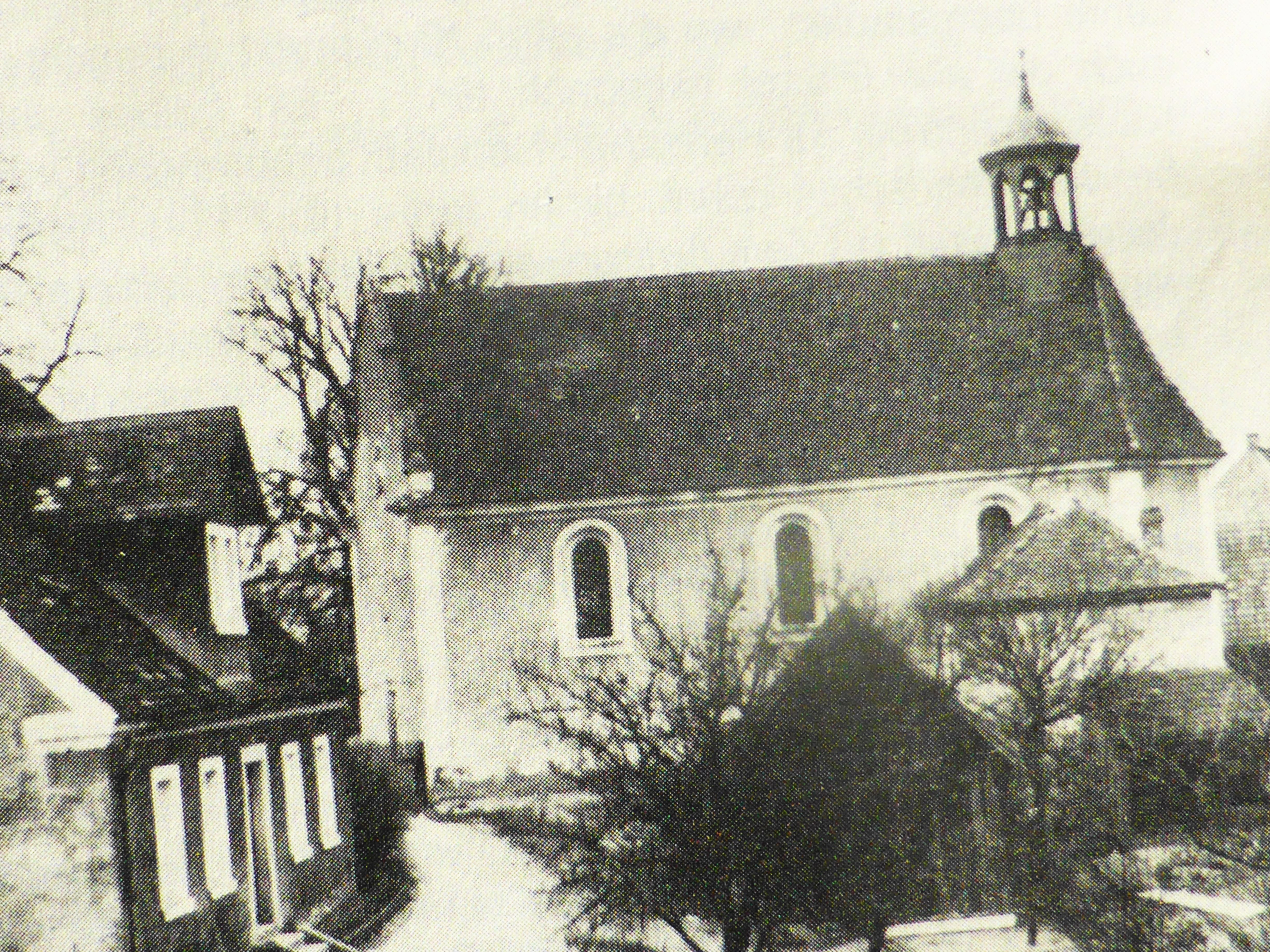
St. Katharina in Störnstein um 1920

In Störnstein befand sich die heute abgegangene Burgkapelle St. Katharina, gelegen am Schlossberg. Sie wurde zu Gunsten der neu zu errichtenden St.-Salvator-Kirche am 16. April 1933 abgebrochen. Die kunsthistorisch wertvolle Inneneinrichtung wurde in die neue Kirche verbracht. In der Beschreibung der Kunstdenkmäler von Oberpfalz & Regensburg wird die Kirche irriger Weise als Kirche Christi Himmelfahrt und als Nebenkirche zu Püchersreuth bezeichnet, hier ist aber seit dem Mittelalter ist ein Katharinenpatrozinium nachgewiesen.

## Geschichte
Die Kirche scheint vor dem 14. Jahrhundert als spätromanischer Bau zu der Burg Störnstein errichtet worden zu sein. Die beim Abbruch zutage getretene Mauerdicke des Kirchenschiffs belegt ihre Zugehörigkeit zu der früheren Burg. Der Chor mit flachem Helmgewölbe wurde 1821 hinzugebaut.

## Baulichkeit
Die Achse im Langhaus war nach Süden geknickt. Die Kirche besaß drei Joche mit einem gedrückten Tonnengewölbe und Stichkappen. Im Kircheninneren waren Wandpilaster. Der Nordgiebel war nach außen geschweift. Über dem Chor befand sich ein Dachreiter mit einem Kuppeldach. Die nach oben gerundeten Fenster der Kirche scheinen in späterer Zeit hinzugekommen zu sein.

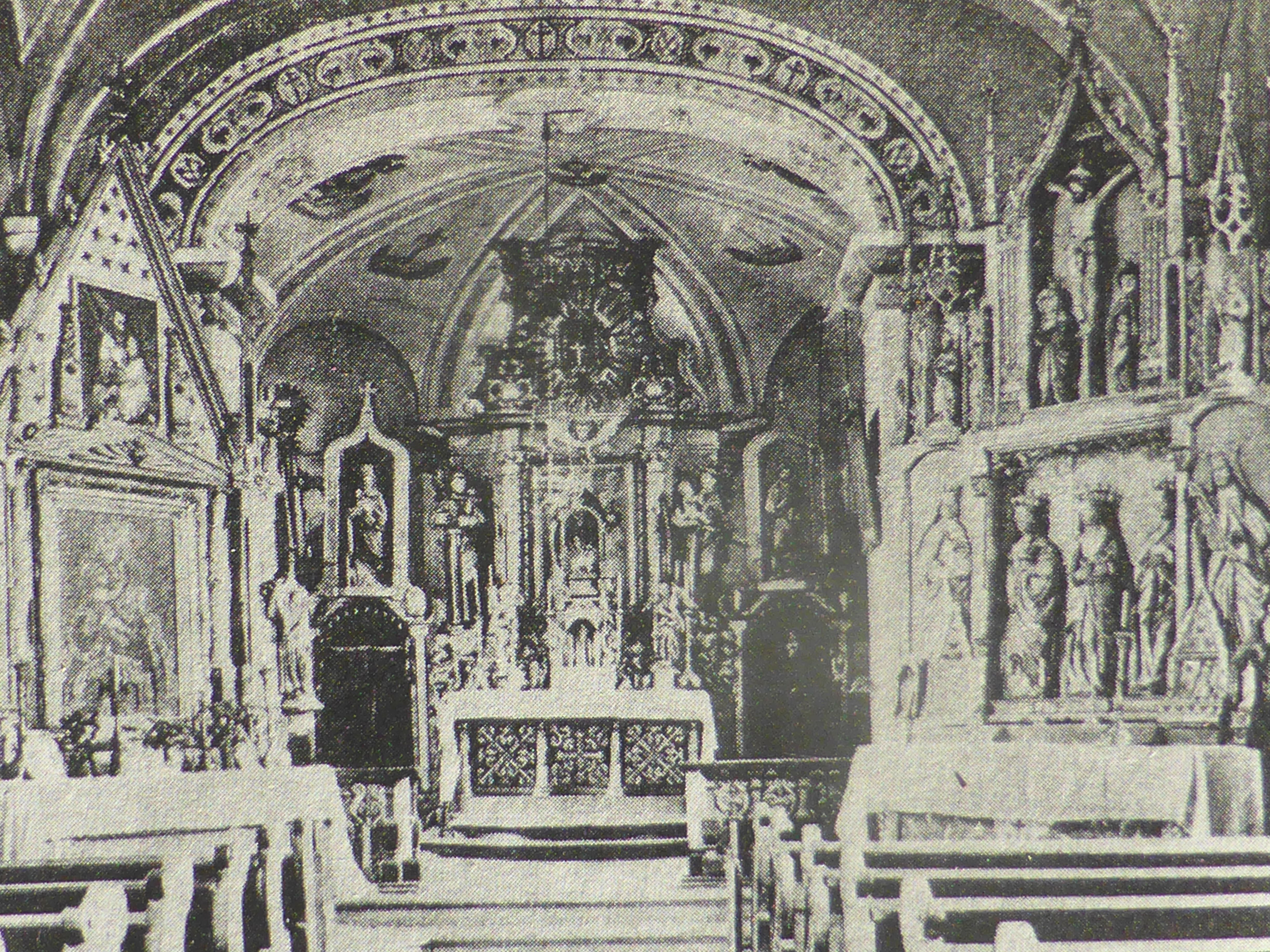
Innenraum der Burgkapelle um 1920

## Innenausstattung
Der Hauptaltar war aus mehreren Bestandteilen zusammengesetzt. Das mittige St.-Salvator-Bild stammte aus der abgegangenen Kirche St. Salvator am Hafendeck. Es war eingesäumt von zwei laubumwundenen Säulen, die oben mit einem Architrav abgeschlossen wurden. Darüber war eine Kreuzigungsgruppe, umrahmt von Muschelwerk aus der Zeit des Rokoko.
Der rechte Seitenaltar enthielt spätgotische, geschnitzte Halbreliefs mit fünf Heiligenfiguren aus dem 15. Jahrhundert (St. Barbara, St. Katharina, St. Ursula, St. Dorothea, St. Appollonia), die jetzt in der neuen Kirche aufgestellt wurden. Im oberen Teil des Altars befand sich eine Kreuzigungsgruppe (eventuell ein früherer Hauptaltar der Burgkapelle). Der Altar war mit einem neogotischen Altaraufbau versehen. Der linke Seitenaltar enthielt ein Maria Hilf-Bild von 1634 (Inschrift: S. Maria ora pro nobis, 1634), ebenfalls in eine neugotische Umrahmung eingebettet.
Am westlichen Seitenschiff war eine Marienfigur mit Jesuskind, das einen Drachen mit einem langen Kreuzspeer ersticht, gestaltet nach dem Konzept einer Maria vom Siege (um 1700). An der Sohle des hervortretenden Fußes ist eine Inschrift (KASPAR LERONCI MARTINI T R B), die entweder den Künstler oder den Stifter bezeichnet. Eine weitere Maria mit dem Jesuskind stammt von 1450. Auf der Empore war die Figur der Anna selbdritt (um 1500). Die Kreuzwegbilder aus dem Jahr 1828 stammten von Thaddäus Rabusky.

## Glocken
Die älteste Glocke dieser Kirche wurde 1664 gegossen, sie wurde als Eigentum der „Wallensteinschen Katharinenkirche“ genannt. Letztere Bezeichnung geht auf das Wallenstein-Drama von Friedrich Schiller zurück; am Felixberg bei Neustadt hatte im Dreißigjährigen Krieg eine Schlacht zwischen den Schweden und Kaiserlichen Truppen stattgefunden, bei der der von Schiller erfundene Max Piccolomini bei einer Katharinen-Kirche zu Tode gekommen ist. Da die Großmutter Schillers im benachbarten Erbendorf geboren wurde, kann davon ausgegangen werden, dass Schiller mit den lokalen Verhältnissen vertraut war und die Katharinenkapelle kannte. Diese Glocke musste im Ersten Weltkrieg abgeliefert werden. Eine weitere Glocke von 1712 trug die Inschrift In honorem S. Catharinae Martyris. In Amberg goß mich Magnus Gabriel Reinburg. Eine kleinere Glocke von 1924 trug die Inschrift In honorem B. Mariae Reginae Pacis. Josef und Anna Kriechenbauer schenkten, K. Hamm Regensburg goß mich 1924.
Die Kirche wurde 1933 abgebrochen und die Steine wurden für den Neubau der Salvatorkirche in Störnstein verwendet.